# Livramento de São Pedro (Rafael)

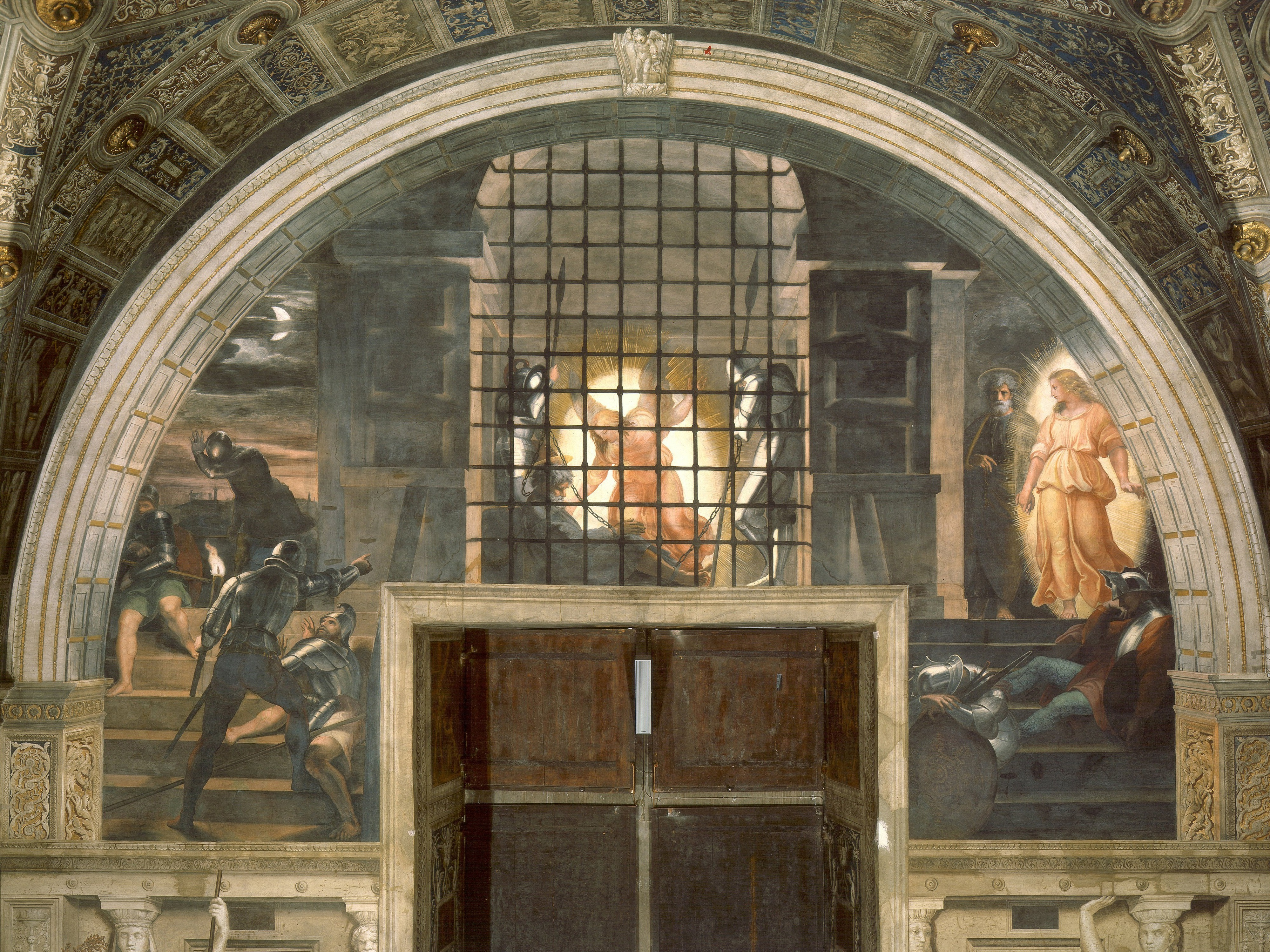
Rafael - Livramento de São Pedro

O Livramento de São Pedro, ou A Libertação de São Pedro, é um afresco do artista italiano da Alta Renascença Rafael. Foi pintado em 1514 como parte da encomenda de Rafael para decorar com afrescos as salas que hoje são conhecidas como Salas de Rafael (em italiano, Stanze di Raffaello), no Palácio Apostólico do Vaticano. Está localizado na Sala de Heliodoro (Stanza di Eliodoro), que leva o nome do episódio bíblico narrado em II Macabeus sobre Heliodoro, que foi enviado para apreender o tesouro preservado no Templo em Jerusalém, mas foi interrompido quando a oração do sacerdote do templo foi respondida por anjos que açoitaram o intruso e um cavaleiro angélico que o expulsou do templo.
A pintura mostra como São Pedro foi libertado da prisão de Herodes Agripa I por um anjo, conforme descrito nos Atos dos Apóstolos. É tecnicamente uma porta.
O afresco mostra três cenas em equilíbrio simétrico formadas pela arquitetura fingida e pelas escadas. No centro, o anjo acorda Pedro e à direita o guia pelos guardas adormecidos. No lado esquerdo, um guarda aparentemente percebeu a luz gerada pelo anjo e acorda um camarada, apontando para a cela milagrosamente iluminada. Isso acrescenta drama à saída serena de São Pedro à direita.